# 2 км (роз'їзд, код ЄМР 480441)
Роз'їзд 2 км (також з.п. 5 км) — залізничний роз'їзд Донецької дирекції Донецької залізниці. Розташований на крайньому півдні м. Авдіївка, але в Ясинуватському районі, Донецької області на лінії Донецьк — Покровськ між станціями Донецьк (9 км) та Авдіївка (5 км).
Через військову агресію Росії на сході Україні транспортне сполучення припинене.